# バルジェロ美術館

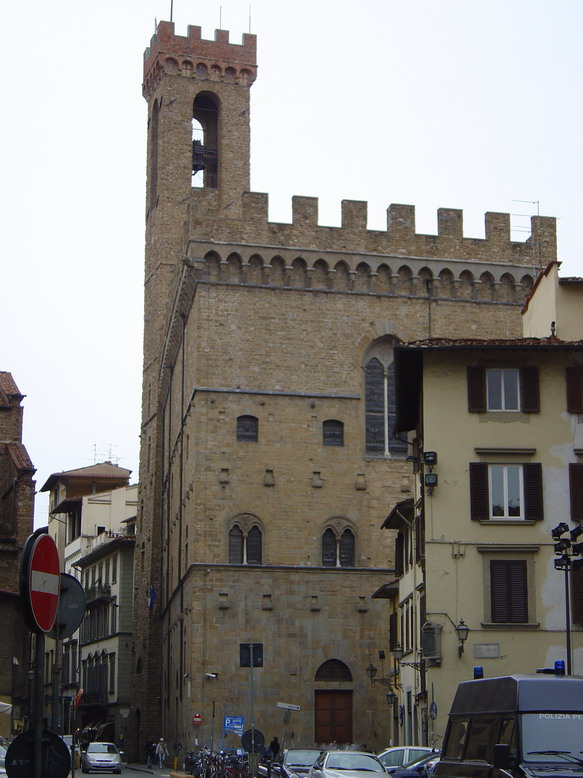
バルジェロ美術館

バルジェロ美術館（Museo Nazionale del Bargello）はイタリアのフィレンツェにある美術館。かつてはバルジェロ宮殿 (Bargello Palace) あるいはポポロ宮殿 (Palazzo del Popolo) とも呼ばれ、兵舎と監獄として使われていた。単にバルジェロといえば、一般にこの建物を指す。

## 名前の由来
"bargello" という語は後期ラテン語の bargillus に由来し、「城」または「要塞の塔」を意味する。中世イタリアでは、治安維持を担う軍の士官をバルジェロと呼んだ。取締り対象との癒着を防ぐため、フィレンツェでは他の都市の出身者がこの役に就いた。現代で言えば警察署長に近い。この士官が事務所として使っていた建物もバルジェロと呼ばれるようになっていった。

## 宮殿

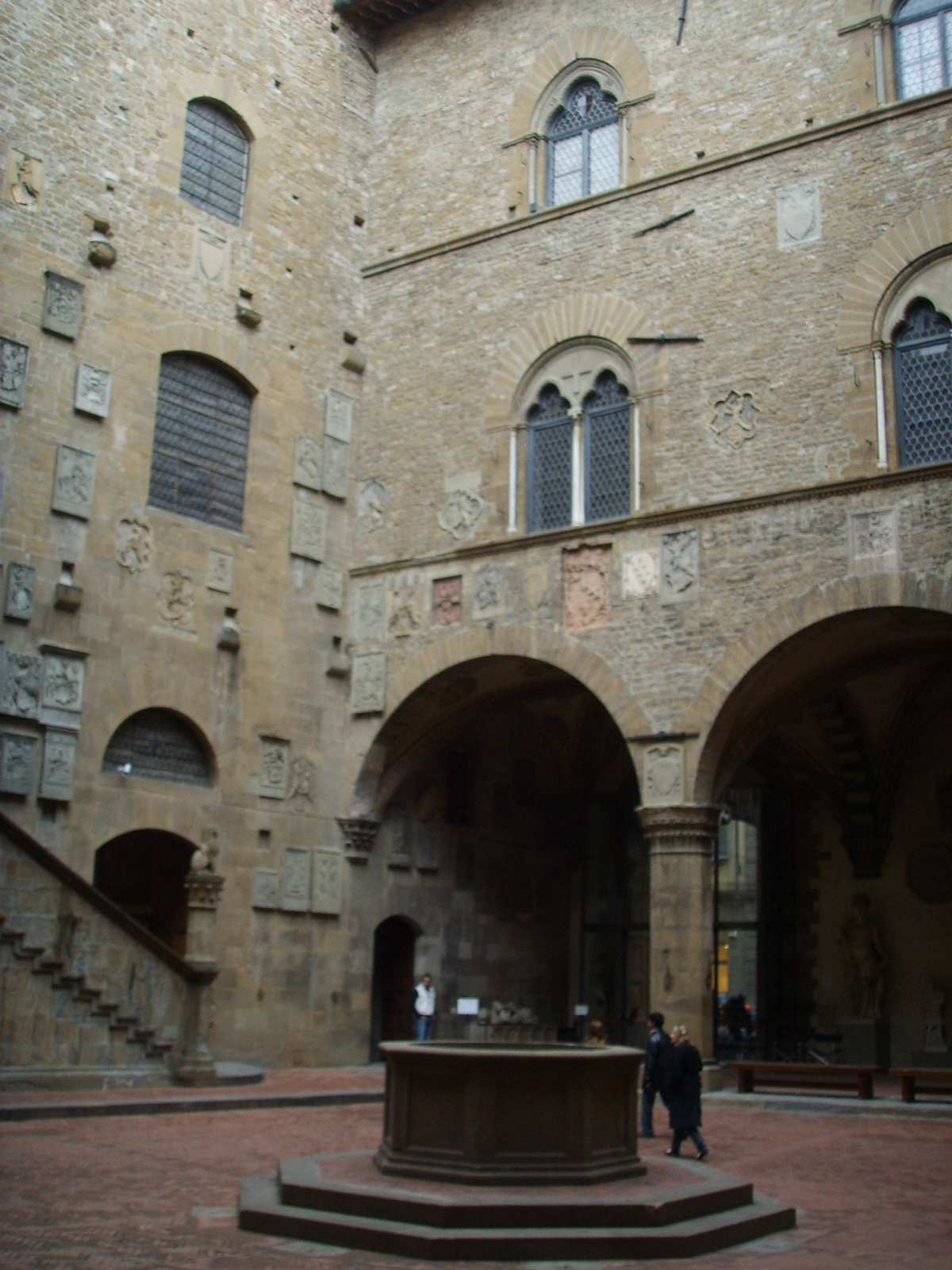
中庭

バルジェロ宮殿は、現在の市長に相当する Capitano del Popolo の役所として建てられ、1261年にはフィレンツェの市議会が任命した市長ともいうべきポデスタの役所となった。この建物はそのころポデスタ宮殿 (Palazzo del Podestà) と呼ばれ、フィレンツェ最古の公共建築物だった。この簡素な銃眼のついた建物をモデルとして、後にヴェッキオ宮殿が建設された。1574年、メディチ家がポデスタの役職を廃止し、ここをフィレンツェの警察署長とも言うべきバルジェロの役所とした。このためバルジェロ宮殿と呼ばれるようになった。この建物は監獄も兼ねており、1780年に大公レオポルト2世が廃止するまで、中庭で罪人の処刑が行われていた。フィレンツェ警察本部としては1859年まで使われ続けている。レオポルト2世が追放されると、トスカーナ臨時政府はバルジェロを監獄として使うことをやめ、国立美術館とすることを決定した。
1256年、2階建ての建物が Volognana Tower のそばに建てられた。3階が増築されたのは1323年の火事の後であり、使われているレンガが小さいので増築部分を識別できる。中庭を囲むように建てられていて、外側には2階に通じる階段がある。中庭の中心には井戸が見つかっている。
1865年、この建物は美術館となった。14世紀から17世紀のゴシック様式やルネサンス期の彫像などが収められている。

## 美術館

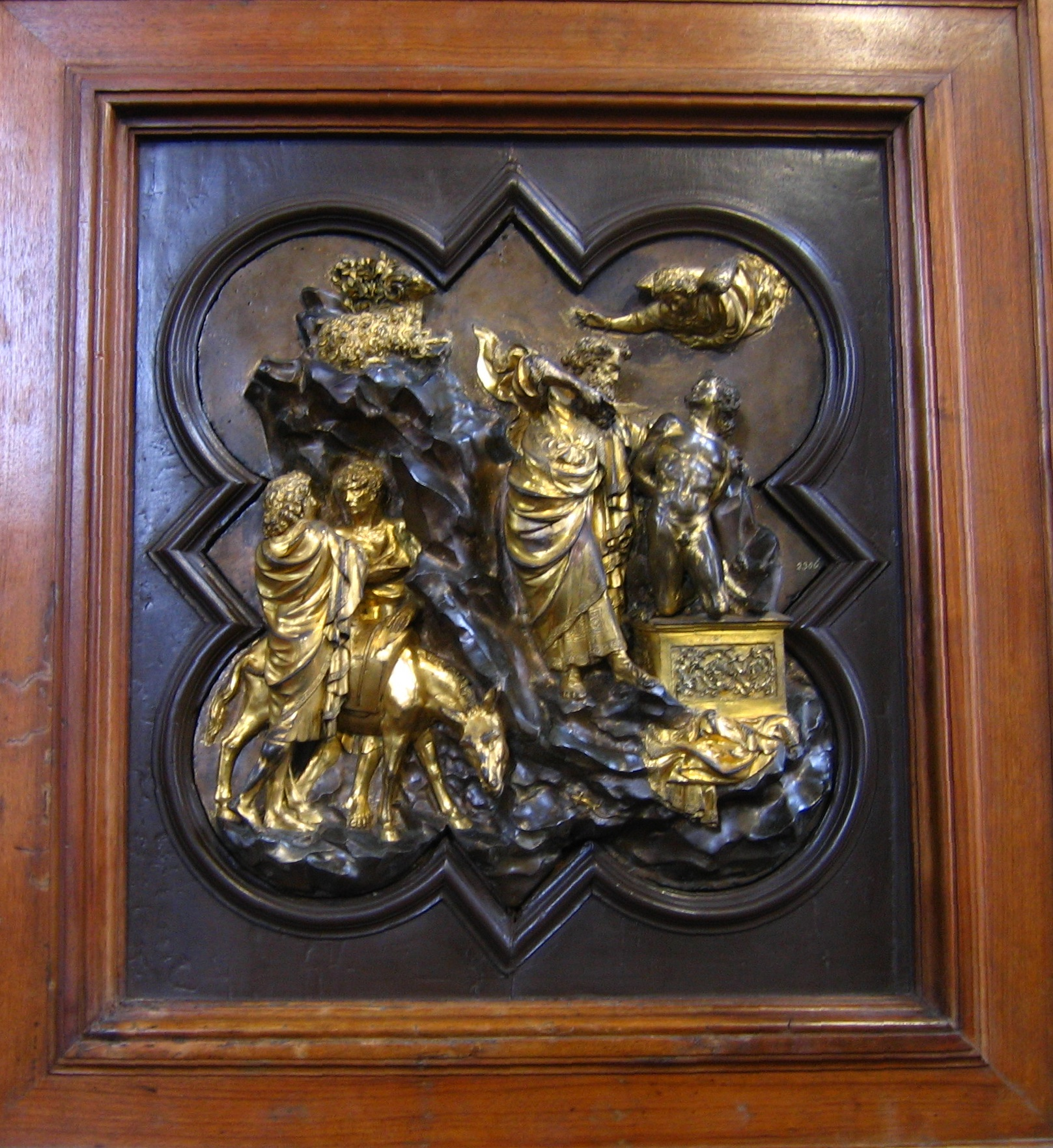
ロレンツォ・ギベルティの『イサクの犠牲』

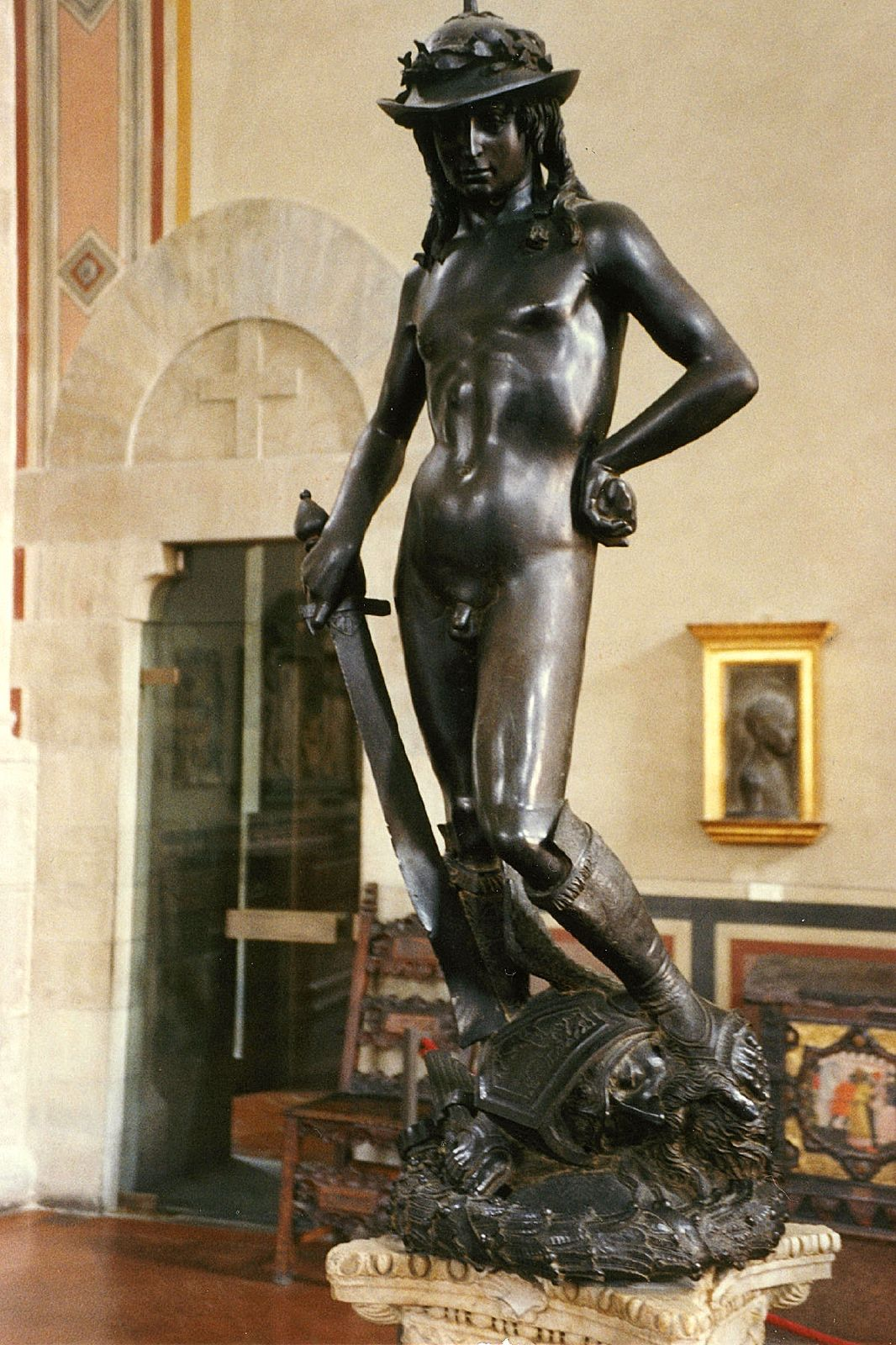
ドナテッロの『ダヴィデ像』（ブロンズ）。イタリア・ルネサンス期の有名な彫像。フィレンツェの象徴と言われている。

この美術館にはミケランジェロの名作とされているバッカス像、聖母子像、ブルトゥス像、ダヴィデ=アポロン像などが収蔵されている。
また、ドナテッロの『ダヴィデ像』や St. George Tabernacle の像、ヴィンチェンツォ・ゲミートの「ペスカトーレ（釣りをする少年）」、ヤーコポ・サンソヴィーノの Bacco、ジャンボローニャの L’Architetturaと Mercurio、アンドレア・デッラ・ロッビアを初めとするデッラ・ロッビア家の作品がある。ベンヴェヌート・チェッリーニの代表作であるコジモ・デ・メディチ胸像もある。
この美術館には他にも陶器（マヨリカ焼き）、織物、タペストリー、象牙細工、銀細工、鎧、古銭なども展示されている。
また、ロレンツォ・ギベルティやフィリッポ・ブルネレスキらが『イサクの犠牲』を題材として競作したサン・ジョヴァンニ洗礼堂の門扉装飾の見本も展示されている（1401年）。
ハワイにある Honolulu Hale の中庭や階段などの構造はバルジェロ美術館を手本にしている。